# Michelle Malkin
Michelle Malkin (Filadélfia, 20 de outubro de 1970) é uma jornalista, comentarista política e autora conservadora estadunidense de ascendência filipina.
Em 2019, Malkin começou a apoiar publicamente membros da alt-right, incluindo Nick Fuentes. Em novembro de 2019, ela foi demitida pela organização conservadora Young America's Foundation (YAF), devido ao seu apoio a pessoas associadas ao antissemitismo e ao nacionalismo branco.